# Opalkovo
Opalkovo je naselje v Občini Velike Lašče.